# Huércanos
Huércanos tỉnh và cộng đồng tự trị La Rioja, phía bắc Tây Ban Nha. Đô thị này có diện tích là 21,48 ki-lô-mét vuông, dân số năm 2009 là 927 người với mật độ 43,16 người/km². Đô thị này có cự ly 25 km so với Logroño.